# Heterocerus pallidivestis
Heterocerus pallidivestis là một loài bọ cánh cứng trong họ Heteroceridae. Loài này được Guillebeau miêu tả khoa học đầu tiên năm 1893.